# Södermanlands runinskrifter 51
Södermanlands runinskrifter 51 är en runsten som är inmurad i norra väggen på Alla helgona kyrkan i Helgona socken och mitt i Nyköping. Den sitter i gamla sakristians yttervägg. Ornamentiken är enkel med en odekorerad, hästskoliknande runslinga som i basen bildar en uppåtgående stav. Ristningen har varken något kristet kors eller någon runorm.
Stenens höjd är 91 centimeter och dess bred vid foten är 84 centimeter.

## Inskrift

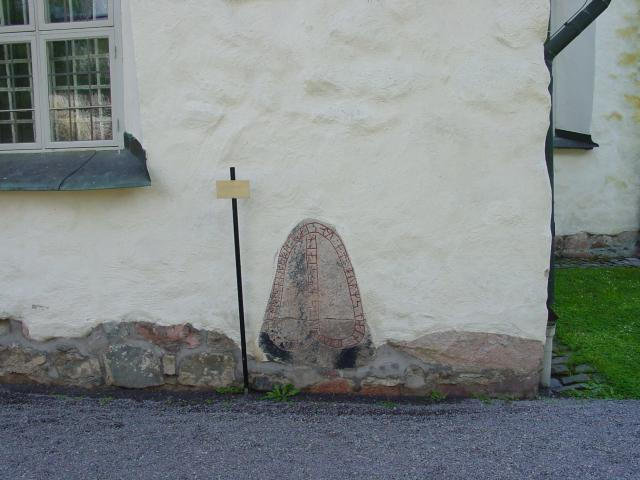

Translitterering av runraden:
: kuþfastr : saiulfr : raistu : at : hulmstain : [b]ruþur san : stain :
Normalisering till runsvenska:
Guðfastr, Sæulfʀ ræistu at Holmstæin, broður sinn, stæin.
Översättning till nusvenska:
Gudfast, Säulv reste efter Holmsten, sin broder, stenen.